# Клейн Надія Георгіївна
Надія Георгіївна Клейн (12 травня 1921, Подсолнечноє — 2 квітня 2004, Київ) — українська художниця; член Спілки радянських художників України з 1947 року. Дружина Степана, мати Романа, бабуся Михайла Кириченків.

## Біографія
Народилася 12 травня 1921 року в селі Подсолнєчному (нині Самарська область, Росія). Протягом 1939—1943 років навчалася у Московському інституті декоративно-ужиткового мистецтва у Павла Коріна.
У 1944—1948 роках працювала художником-мозаїстом у відділі художніх робіт Управління будівництва Палацу Рад; у 1949—1954 роках — на Виставці досягнень народного господарства СРСР у Москві.
З 1954 року жила і працювала в Києві. Мешкала в будинку на вулиці Карла Лібкнехта (тепер Шовковична), № 5, квартира № 7 та в будинку на провулку Бастіонному, № 9, квартира № 83. Померла в Києві 2 квітня 2004 року.

## Творчість
Працювала в галузі монументально-декоративного мистецтва. Створила мозаїки і розписи:
- «Марш у майбутнє» (1945; мозаїка Ленінського залу Палацу Рад у Москві в складі бригади під керівництвом Павла Коріна);
- «Обранці народу»  (1955, монументально-декоративний розпис Головного павільйону ВДНГ у Москві; темпера; у співавторстві);
- «Підсумки змагання» (1955—1957, павільйон «Тваринництво» в Національному експоцентрі України, темпера);
- «Урожай» (1957, у співавторстві з Степаном Кириченком; Національний художній музей України);
- триптих «Наша дума, наша пісня не вмре, не загине...» (1959—1960, у співавторстві з Степаном Кириченком; Шевченківський національний заповідник);
- «Радянська Україна» (1960, у співавторстві з Степаном Кириченком);
- «Підкорювачі цілини» (1961);
- «Зустріч Тараса Шевченка із сестрою Яриною в 1859 році» (1961; Шевченківський національний заповідник);
- «Та не однаково мені» (1961, у співавторстві з Степаном Кириченком);
- «Нічого кращого немає, як тая мати молодая...» (1963, у співавторстві з Степаном Кириченком; Канівський музей Тараса Шевченка);
- «Гуцульська мелодія» (1963; Закарпатський художній музей);
- диптих «Кобзар» (1964, у співавторстві з Степаном та Романом Кириченками; Національний музей Тараса Шевченка);
- мозаїчне панно присвячене Тарасу Шевченку на фасаді кінотеатру «Аврора» у Києві (1965—1966; у співавторстві з Степаном Кириченком та П. Грачовим);
- «От де, люди, наша слава, слава України» (1967, у співавторстві з Степаном Кириченком);
- «Прощання Оксани та Яреми» (1968);
- «Україна» (1969, у селі Мрині Чернігівської області; у співавторстві з Степаном Кириченком);
- «Лісова пісня» (1970—1971, парк у Ялті; у співавторстві з Степаном Кириченком);
- на теми творів Миколи Гоголя (1974—1976, Будинок культури у Миргороді);
- «Космос», «Наука», «Взяття фортеці Ізмаїл» та інші (1977—1978, Морський вокзал у Ізмаїлі);
- «Тарас Шевченко» (1977—1979, Будинок культури у селі Шевченковому Одеської області);
- «Тріумф перемоги» (1978–1984, у співавторстві з Романом і Степаном Кириченками; зала бойової слави Національного музею історії України у Другій світовій війні, Київ).

Співавторка картону килима «І мене в сім'ї великій» (1964; Національний музей Тараса Шевченка), а також килимів «Володимир Ленін» (1967) та «Пісня про Леніна» (1970).
Окремі роботи художниці зберігаються також у Національному музеї українського народного декоративного мистецтва у Києві, Полтавському краєзнавчому музеї.

## У мистецтві
У 1956 році портрет художниці написав Степан Кириченко. Він зберігається у Севастопольському художньому музеї.

## Відзнаки
- Бронзова медаль Міжнародної виставки у Брюсселі (1958, за мозаїку «Урожай»);
- Медаль «За трудову доблесть» (1981)[2].